# Dziechcinka (potok)
Dziechcinka – potok, lewobrzeżny dopływ Wisły o długości 5,32 km.
Potok płynie w Beskidzie Śląskim na terenie Wisły. Wypływa spod Małego Stożka i Cieślara. Główne źródła na północnym stoku Małego Stożka. Płynie w kierunku północno-wschodnim i wpada do Wisły w Wiśle Dziechcince, na tzw. „Oazie”. Jego dolina oddziela masyw Skalnitego (na północy) od ramienia Kobylej (na południu). Z większych dopływów można wymienić jedynie dwa lewostronne: potok z północnych stoków Cieślara (w osiedlu Jurzyków) oraz Potok Skalnity z południowo-wschodnich stoków Skalnitego (w dolnym biegu).
Nazwa, która brzmiała dawniej Dziechcin, wywodzi się prawdopodobnie od wyrabianego tu dawniej dziegciu, gwarowo zwanego na Śląsku Cieszyńskim dziecheć.

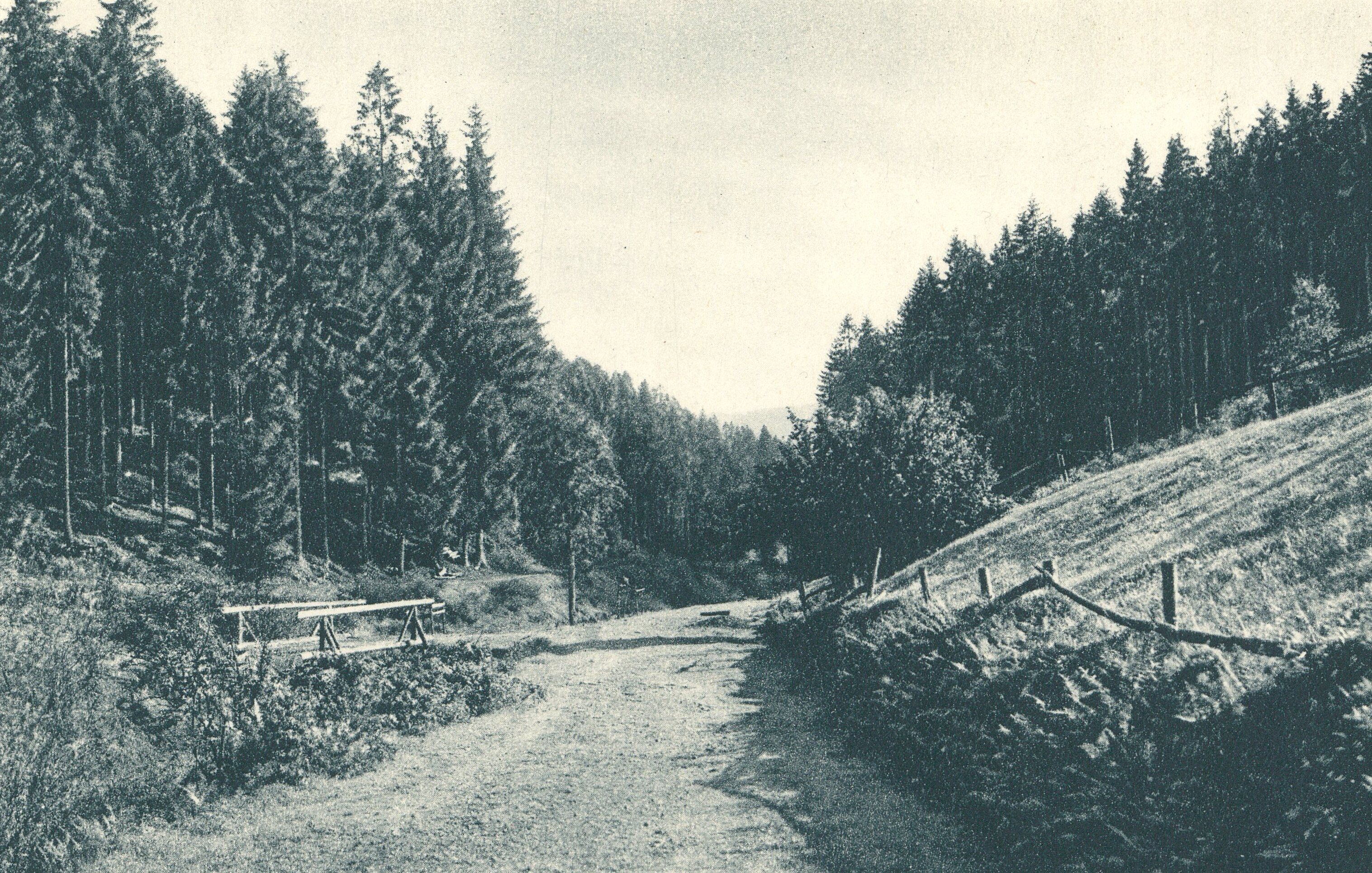
Dolina Dziechcinki, połowa XX w.

Nad doliną potoku Dziechcinka, w jej dolnej części, wznosi się wiadukt, zbudowany w 1932 r. na linii kolejowej Ustroń – Głębce. Budowała go firma Ksawerego Goryanowicza z funduszy Śląskiego Urzędu Wojewódzkiego. Autorami projektu byli St. Saski i T. Mejer, a budowę nadzorował inż. Stanisław Sawicki, Naczelnik Wydziału Budowy Kolei Ministerstwa Komunikacji w Warszawie. Wiadukt ten do dziś zachowany jest w dobrym stanie i nadal służy podróżującym koleją do Wisły Głębców. W miejscu pamiątkowych tablic na wiadukcie, zniszczonych w 1945 r. przez niemieckiego okupanta, zostały w 1985 r. z inicjatywy Towarzystwa Miłośników Wisły umieszczone ich repliki.
Doliną Dziechcinki biegną znaki  żółte szlaku turystycznego na Stożek.